# Johan Christian Dahl

Johan Christian Clausen Dahl (Bergen, 1788. február 24. – Drezda, 1857. október 14.) norvég festőművész, a norvég tájképfestészet megalapítója.

## Élete
Sokgyermekes család elsőszülött fia volt. 1803 és 1809 között dekorációs festészetet tanult Bergenben. Amikor kitűnt tehetségével, gyűjtést rendeztek számára, amelynek eredményeképpen 1811-től a koppenhágai akadémián folytatta tanulmányait, ahol Carl Adolf Lorentzen, Nicolaj Dajon és Georg Haas tanítványa volt. 1818-ban Drezdába költözött, ahol 1820-ban az Akadémia tagja, majd 1824-ben annak tanára lett. Nagyobb utazásokat tett a német Alpok vidékére, Olaszországba és kétszer visszatért Norvégiába is. 1820-ban Nápolyba költözött egy időre és ott többek között Franz Ludwig Catellel együtt festett. Római tartózkodása idején Bertel Thorvaldsen köréhez csatlakozott. 1847-ben Párizsban és Brüsszelben tett hosszabb látogatásokat.

## Művészete
Nagy hatással volt művészetére a nagy német romantikus festő, Caspar David Friedrich munkássága. Behatóan tanulmányozta a természetet, művészete realista irányban fejlődött, de továbbra is vonzották a nagyszabású természeti jelenségek.
Norvégiában tett látogatásai során két nagyobb vásznat is festett az ottani természeti szépségekről. Több képen örökítette meg a norvég faépítészet mestermunkáit.
Az első nemzetközi súlyú norvég festő volt, a nemzeti romantikus stílus úttörője és korának egyik legnagyobb tájképfestője.

## Galéria
- A koppenhágai kikötő holdfényben (1846)
- A Vezúv kitörése (1826), Städelsches Kunstinstitut, Frankfurt am Main
- A Lyshornet Bergen közelében (1836), National Museum of Art, Oslo